# Клімашенко Дмитро Михайлович
Дмитро Михайлович Клімашенко (нар. 15 травня 1979, Київ) — український продюсер та співак, заслужений артист України (2005).

## Біографія
Народився 15 травня 1979 року в Києві, в сім'ї циган сервів.
У 1996 році провів тур «Повертайся здалеку» і випустив сингл «Шлях, який ти обираєш» з Ані Лорак.
У 1997 році взяв участь у програмі «Пісня року — 97» в Росії.
У 1998 році в дуеті з Катею Бужинською виконав гімн молоді України (Юрій Рибчинський).
У 1999 році брав участь у концерті «100 % любові».
У 2002 році він став продюсером групи «Алібі». Випустив спільний сингл та кліп «Алібі».
У 2003 році він став продюсером Ольги Крюкової, зняв відео, написав музику до альбому «Ольга» і організував її концерт. У 2003 році створив продюсерський центр та студію звукозапису «DK music production».
Записав пісню в дуеті з Джонатаном Батлером.
У 2004 році співпрацював з Олександром Цекало продюсував і написав музику для новорічних музичних проєктів на каналах «1+1» і "СТС: «Алі Баба і 40 розбійників», і «Ніч у стилі диско».
Організував концерт Джорджа Бенсона в київському палаці «Україна».
У 2005 році став продюсером Маші Фокіної, зняв її кліп «Цілую тебе».
Продюсував новорічний телепроєкт 2005 року «Метро» на каналі «1+1».
У 2005 році став автором, музичним продюсером і головою журі дитячого конкурсу «Хочу бути зіркою».
Брав участь у створенні мюзиклу Давида Тухманова «По хвилях моєї пам'яті» і новорічного вогника «Ніч у стилі дитинства» на каналі СТС.
Брав участь у телепроєкті «Шанс» на каналі «1+1».
Співпрацює з українським тенором Володимиром Гришком.

## Відеокліпи
- 1994 — «Спрячь за высоким забором девчонку»
- 1998 — «Україна» (разом з Катею Бужинською).
- 1999 — «Золото монет».
- 2000 — «Стожари» (с Лері Вінном, Віктором Павліком, Мариною Одольською та Ані Лорак).
- 2001 — «Диско».
- 2002 — «Алиби»
- 2003 — «Две слезы». (спільно з групою «Алібі»)
- 2004 — «Мир соткан из слёз» (протест проти війни в Іраку).
- 2005 — «Шкода» і «Я поруч».

## Фільмографія
- 2004 — Алі Баба і 40 розбійників
- 2005 — Ніч в стилі Disco
- 2005 — По хвилях моєї пам'яті
- 2009 — Як козаки… — арештант

## Дискографія
- 1995 — «Возвращайся издалека».
- 1998 — «Билет на Луну».
- 2003 — «Две слезы». (спільно з групою «Алібі»)

## Театр
- 1999 — спектакль «Цигани» — Рува

## Нагороди та досягнення
- У 1994 році виграв гран-прі конкурсу «Зоряна дорога» отримав приз — зйомка відеокліпу.
- У 2000 році кліп «Золото монет» був визнаний кращим кліпом року
- У 2001 році отримав другу премію в номінації «Найкращий співак року» на фестивалі «Золота жар-птиця».
- 2005 — Заслужений артист України

## Особисте життя
- дружина з 1996 року колишня однокласниця Аніка, дочка цигана і росіянки, за словами Дмитра мати її з дворянського роду, з нащадків князя Олега
  - Дві дочки Лідія (нар. 1996), і Нана (нар. 2005)[12]

## Артисти
- Алібі — зараз продюсує Завальський
- Маша Фокіна
- Ольга Крюкова
- Женя Фокін
- Володимир Гришко
- Марта
- Анастасія Стоцька
- Гарячий шоколад
- Анна Сєдокова
- Наталя Бакай (Козицька), дружина депутата ВР Ігоря Бакая[13][14]
- Майя Мігаль
- Артем Солоник
- Ассоль
- Влада Яковлєва